# Ryzyko niewypłacalności
Ryzyko niewypłacalności (ang. solvency risk) – ryzyko poniesienia straty na skutek upadłości emitenta aktywów finansowych lub niewypłacalności kontrahenta. Ryzyko niewypłacalności jest częścią ryzyka finansowego. Wiąże się z pojęciem niewypłacalności, czyli trwałej niezdolności do regulowania wszelkich zobowiązań (długu) bez względu na jego termin wymagalności.